# Salines de la Trinitat
Les Salines de la Trinitat són unes salines de la Ràpita (Montsià) protegides com a Bé Cultural d'Interès Local.

## Descripció
Són les salines de major extensió al Delta (1000 Ha.), situades a la Punta de la Banya, davant de la població de la Ràpita, en plena mar oberta, al meridió del delta de l'Ebre, que tanca el port dels Alfacs.
Es beneficien de l'escassa pluviositat i de l'elevat grau d'insolació.
La major part de la seva extensió l'ocupen els dipòsits de concentració, units per compostes de fusta i les basses saladores; a la part de la costa tocant a l'Aluet hi ha habitatges, oficines, sales de màquines i les garberes. A la part del port dels Alfacs hi ha un antic moll de fusta.

## Història
Sabem que l'explotació de la sal era molt important, ja, a l'època àrab. En establir-se a la carta de poblament de Tortosa (1149) el novè de la sal reservat per al Comte. Però no és fins al segle xv que té una forta incidència a la conca de la Mediterrània occidental. Aquestes salines es creu que tenen el seu origen al segle xiv. El que s'anomenen Salines Vallès estaven a l'altra banda d'on estan les actuals, hi havia un moll de pedra que encara es pot veure, però se'l va engolir el mar. El moll actual fou fet cap a l'any 1905, inicialment de fusta i després reforçat amb ferro, avui dia en desús.
L'any 1869 es suprimí el monopoli estatal de la sal. Isabel II concedí l'administració a perpetuïtat, de les Salines de la Trinitat, a la "Compañía Española de Investigación y Fomento Minero".
La seva producció, a la dècada del 1960, representava una mica menys del 4% de la producció nacional. Es venia a la regió i a l'Europa septentrional, amb destí a la indústria química i a l'agricultura.
Són les úniques salines que resten en actiu al Delta.